# Берёзовский (город, Свердловская область)
Берёзовский — город областного подчинения в Свердловской области России, административный центр Берёзовского муниципального округа Свердловской области. Второй по величине (после Верхней Пышмы) город-спутник Екатеринбурга.
Берёзовский является родиной промышленной золотодобычи Урала и России — в 1745 году здесь было найдено первое в стране рудное золото, в 1748 году был основан Берёзовский рудник, а с 1814 года стало добываться и россыпное золото. Добыча золота ведётся в городе по настоящее время — действуют две шахты. Также в Берёзовском в 1945 году был собран первый в СССР панельный дом, и город считается родиной советского крупнопанельного домостроения.

## География
Город расположен на реке Берёзовке (правом притоке Пышмы), в 12 километрах на северо-восток от Екатеринбурга. Фактически же города слились в единую агломерацию, так как Берёзовский непосредственно граничит с Кировским районом Екатеринбурга (жилые районы Шарташ и Калиновский). Между Екатеринбургом и Берёзовским Екатеринбургская кольцевая автомобильная дорога, при этом часть Берёзовского — Новоберёзовский находится внутри кольца (со стороны Екатеринбурга).

## История

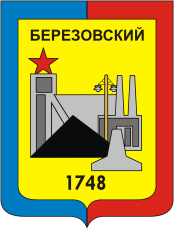
Герб 1972 года

Статус города получил 10 июля 1938 года. До придания этого статуса с 1934 по 1938 год фактически входил в состав Свердловска, являясь частью Сталинского района города. Основание города многие источники относят к 1748 году, когда было совершено открытие жильного золота. Про редкую находку золотого самородка раскольником Ерофеем Сидоровичем Марковым поведал знаменитый уральский писатель П. П. Бажов в сказке «Золотые дайки». 21 мая (1 июня) 1745 года в канцелярию главного начальника горных заводов Уральского хребта в Екатеринбурге обратился крестьянин Марков и заявил, что во время поисков горного хрусталя были найдены крупинки, похожие на золото. Обследование показало, что это действительно золото. Но геологическая партия в течение двух лет не могла обнаружить драгоценный металл в указанном месте. И только осенью 1747 года было найдено первое месторождение, которое разрабатывалось уже в 1748 году. Это положило начало новой для России золотодобывающей отрасли промышленности.
30 января (10 февраля) 1757 года в Санкт-Петербург был отправлен золотой слиток весом 2,7 кг. С этого начал свою жизнь Берёзовский завод. А в 1814 году Львом Брусницыным был открыт способ промывки рассыпного золота (на берегах реки Берёзовки), что даже привело к «золотой лихорадке». Это двойное открытие отображено на гербе города: Лев символизирует самого первооткрывателя Ерофея Маркова, вензель в его лапе символизирует золото (круг в центре — рудное золото, корона — рассыпное).

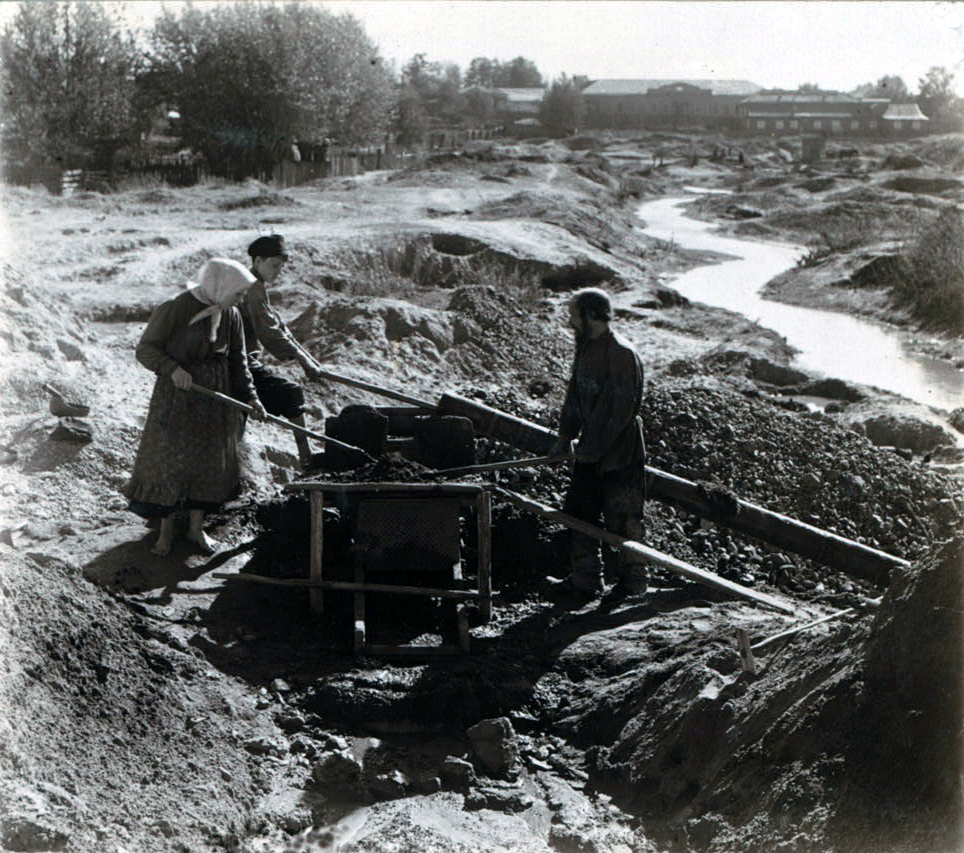
Промывка старателями золотоносного песка, 1910 год

К концу XVIII века в составе Берёзовых промыслов насчитывалось уже более 50 рудников. К 1860 году Берёзовский завод был крупным поселением, превосходил такие губернские города, как Красноярск, Чита, Якутск, и уступал лишь Екатеринбургу и Перми. Большинство жителей поселения работало на золотых приисках, а также на свечной и прядильной фабриках, построенных в 1805 году. С начала XIX века четверть населения занималась сапоженым ремеслом. После 1840 года расцвёл промысел гранильщиков драгоценных и местных поделочных камней (мрамор, змеевик, лиственит, яшма).
Помимо минералов и строительных материалов (песок, камень, щебень, глина, известняк), Берёзовский богат торфом. В годы первых пятилеток и Великой Отечественной войны два торфопредприятия снабжали топливом Уралмаш, Новотрубный завод и другие оборонные предприятия.

## Население
На 1 января 2025 года по численности населения город находился на 264-м месте из 1124 городов Российской Федерации.

## Культура
- Музей «Русское золото»
- Краеведческий музей «Золото-платиновой промышленности»
- Дворец молодёжи
- Дворец культуры «Современник»
- Городской парк культуры и отдыха
- Экстрим-парк «Горизонт»
- Фонтан «Вдохновение»
- Модельная библиотека Центральная библиотечная система

### Современное искусство
В Берёзовском родился и жил художник Александр Шабуров, участник арт-группы «Синие носы». Живёт и работает в Москве. В 2016 году художник курировал фестиваль «Бажов-фест» в Уральском филиале государственного центра современного искусства.
Берёзовский — родной город группы «АК-47». В раннем творчестве музыканты упоминают родные улицы и подъезды. В мае 2018 года Виталий Гостюхин и Максим Брылин провели экскурсию по своему району для ютуб-канала «Вписка».

## Достопримечательности
На месте бывшего заводского пруда разбит исторический сквер по подобию Исторического сквера в Екатеринбурге. В 2017 году в сквере был установлен арт-объект «Сейчастье».

### Памятники и монументы
- Памятник Ерофею Маркову в Историческом сквере
- Памятный знак на месте первого в России золотого месторождения
- Памятник героям Гражданской войны
- Памятник С. М. Кирову у шахты «Южная»
- Памятник Льву Брусницыну
- Мемориал воинской доблести и трудовой славы с вечным огнём в Парке Победы, воздвигнутый к 30-летию Победы в Великой Отечественной войне
- Монумент «Горняцкая слава»

В Берёзовском нет памятников Ленину — последний из них, стоявший на ул. Красных Героев, был взорван жителями города в апреле 1999 года, на месте его был воздвигнут бюст Ленина, но и он был разбит в ноябре того же года. После этого городская администрация отказалась от восстановления монумента.
16 сентября в Берёзовском установили памятник «Папа, ты где?», посвящённый проблемам детей, растущих без отцов, но он был разрушен неизвестными вандалами, не простояв и суток.

### Объекты исторического наследия
Большинство каменных дореволюционных зданий в Берёзовском было утрачено — ничего не осталось от золотопромывального завода, также были утрачены здание заводской конторы и дом заводского начальника. В 1930-х годах был закрыт и взорван главный храм города — Пророко-Илиинский. Многие другие здания были надстроены или перестроены.
Из сохранившихся зданий старого города выделяются:
- Успенская церковь (1868—1874)
- Дом купца Гавриила Рожкова (конец XIX в)
- Лавка купчихи Бойцовой (конец XIX в)

## СМИ
В городе выходят три газеты:
- муниципальная общественно-политическая газета «Берёзовский рабочий» (с 1937 г.);
- независимая общественно-политическая газета «Золотая горка» (с 2003 г.);
- «Другая газета» (с 2011 г. по 2014 г.).

Два рекламно-информационных издания:
- «Еженедельный карман» — информационно-рекламная газета (с 2010 г.),
- «Берёзаinfo» — газета частных объявлений Берёзовского городского округа (с 2010 г.).

Имеется местное телевидение:
- «Век ТВ» (с 2010 г.),
- «Берёзовский» (сетевой партнёр — 360).

## Экономика
Основу современной экономики составляют 16 крупных предприятий. Ведущие отрасли промышленности — металлургия, производство строительных материалов, машиностроение, строительство, горнодобывающая промышленность, сельское хозяйство, лесное хозяйство, деревообработка. Более 1500 предприятий малого и среднего бизнеса. Оборот предприятий и организаций, по обрабатывающим производствам за 2007 г. составил 6,3 млрд. руб.
Ведущие предприятия
- «Клиника Института Мозга» — крупнейший реабилитационный центр России. В структуру медицинского учреждения входит круглосуточный и дневной стационар, поликлиника, лаборатория. Является подразделением «Клинического Института Мозга», основанного в 2004 году.
- Берёзовское рудоуправление. 30 января (10 февраля) 1757 года в Санкт-Петербург был отправлен золотой слиток весом в 2,7 кг. С выдачи этого слитка начал свою жизнь Берёзовский завод. В том же году новое предприятие погасило все расходы на своё обзаведение. В царскую казну сначала ручейком, а потом рекой потекло высокопробное берёзовское золото. В настоящее время рудоуправление производит добычу основных кварцево-сульфидных золотосодержащих руд шахтным способом, перерабатывает руду на флото-гравитационной обогатительной фабрике, с получением золотосодержащих концентратов для последующей переработки на заводах цветной металлургии. На Берёзовском золотоносном руднике впервые были найдены минералы березит, а также форнасит, эмбрейит, касседаннеит, вокеленит[10].
- Берёзовский завод строительных конструкций, созданный в июле 1944 года (сборный железобетон, бетонные изделия). В конце 1945 года на территории завода был собран первый в СССР крупнопанельный дом. Все ГРЭС и ТЭЦ Урала, Сибири, Казахстана и Дальнего Востока построены из конструкций БЗСК.
- Берёзовский механический завод организован в 1963 году для капитального ремонта строительной техники, а также для изготовления запасных частей и узлов. Сейчас специализируется на производстве трубоукладчиков и гидроцилиндров.
- Монетный трактороремонтный завод специализируется на капитальном ремонте тракторов, трелёвочных агрегатов, изготовлении лесопогрузчиков, штамповок, запасных частей для тракторов.
- Уральский завод прецизионных сплавов представляет чёрную металлургию. С 1977 года он выпускает прокат, ленту из прецизионных сплавов, стальную проволоку.
- Теплотехническое, котельно-сварочное оборудование для предприятий металлургии выпускает завод «Энергоцветмет».
- В 1960 году заработала Берёзовская ковровая фабрика. В настоящее время производит полушерстяные и полипропиленовые ковры и ковровые изделия.
- Группа компаний «Brozex» выпускает строительные материалы — сухие смеси и лакокрасочные изделия.
- Компания «Трио Нефтепродукт» реализация нефтепродуктов (бензин, дизельное топливо).

## Экологическая ситуация
Экологическая обстановка в Берёзовском далека от идеальной. Причинами неблагополучия в данной сфере стала деятельность крупных промышленных предприятий, шум и загазованность от автотранспорта и ряд других.
Качество воздуха. Качество атмосферного воздуха в Берёзовском округе является неудовлетворительным, классификация суммарного показателя (Ксум.) от 2,0 до 5,0 соответствует высокому уровню загрязнения атмосферного воздуха и является причиной дополнительного риска здоровью населения, требует активного управления охраной воздушного бассейна селитебных территорий. Ситуация находится под контролем губернатора Свердловской области Евгения Куйвашева.
Сточные и поверхностные воды. Очистные сооружения водоканала требуют реконструкции, поскольку действуют ещё с советских времен. Проектируемая мощность была рассчитана на очистку 18000 м³ в сутки сточных вод, а фактически на данный момент они пропускают более 24000 м³ в сутки, таким образом, около 6000 м³ сбрасывается без очистки. Основными предприятиями, сбрасывающими загрязненные сточные воды, являются ООО «Габбро», ООО «Берёзовский рудник», МУП БВКХ «Водоканал». С 2021 года в соответствии с постановлением областного правительства планируется начало работ по реконструкции систем канализации и очистки сточных вод в трёх муниципальных образованиях Свердловской области, в том числе и в Берёзовском. Финансирование работ будет осуществляться в рамках отраслевой программы реконструкции и модернизации жилищно-коммунального хозяйства, при поддержке областного бюджета и средств госкорпорации — Фонда содействия реформированию ЖКХ.
Критические показатели загрязненности воды («экстремально грязная») на участках рек с высоким числом КПЗ: азот аммонийный, азот нитритный, органические вещества по БПК5, растворенный кислород, фосфаты, медь, никель и марганец для р. Пышмы в створах: 15 км выше города Берёзовского и 5 км ниже города Берёзовского.
Основным источником загрязнения является промышленное предприятие ООО «Берёзовский рудник».
| № строки | Наименование предприятия | Отведено сточных вод, всего (млн. м³) | Отведено сточных вод, всего (млн. м³) | Отведено загрязненных сточных вод (млн. м³) | Отведено загрязненных сточных вод (млн. м³) |
| № строки | Наименование предприятия | 2018 год                              | 2019 год                              | 2018 год                                    | 2019 год                                    |
| 1.       | ООО «Берёзовский рудник» | 10,41                                 | 9,83                                  | 10,41                                       | 9,83                                        |

Твердые бытовые отходы. Ежегодно увеличивается образование объёмов ТКО, мощности существующих полигонов, по оценкам экспертов, будут исчерпаны в ближайшее десятилетие. В Берёзовском количество ТБО в 2019 году составило 28,2 тысячи кубометров отходов. На протяжении 40 лет в городе существовал полигон складирования отходов, запрет на складирование ТБО в городе действует с 2013 года. В настоящее время идет разработка проектной документации на устройство площадки на месте старых торфяных разработок, эта площадка будет действовать как межмуниципальная, куда будут свозить отходы из нескольких городов.
Промышленные и транспортные аварии. 18 апреля 2019 г. при перегоне по железнодорожной ветке, принадлежащей АО «Уралпромжелдортранс», в районе ЗАО «Уральский завод прецизионных сплавов» в г. Берёзовском произошёл сход цистерны с бензином (вместимостью 61 т). Был поврежден сливной кран и произошёл разлив нефтепродуктов на железнодорожное полотно и прилегающую территорию. Подразделением 62 пожарной части 1 отряда федеральной противопожарной службы была проведена обработка места разлива пенным раствором и сорбентом. Бригадой АО «Уралпромжелдортранс» было выбрано и загружено 70 м³ (91 т) загрязненного грунта для переработки. Велись работы по рекультивации земли. Угрозы населенным пунктам, погибших и пострадавших нет.

## Учреждения дополнительного образования
- Детская школа искусств № 1
- Детская школа искусств № 2
- Детско-юношеская спортивная школа «Олимп»
- Спортивно-оздоровительный комплекс «Лидер»
- Центр детского творчества
- Плавательный бассейн «Олимп»
- Детский загородный лагерь «Зарница»

## Религия

### Евангелическо-лютеранская церковь
- Церковь Иисуса Христа Спасителя

### Русская православная церковь

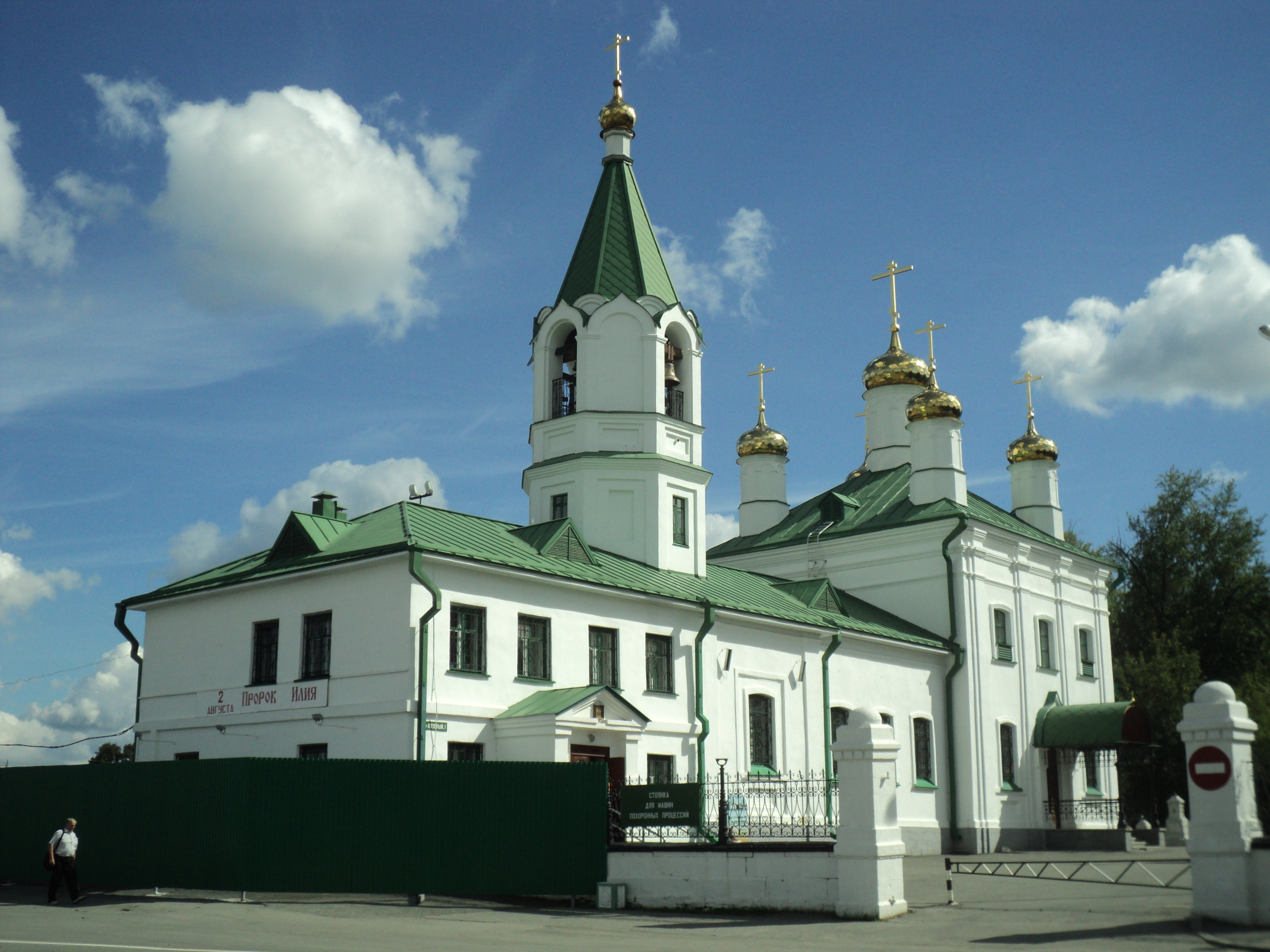
Церковь Успения Пресвятой Богородицы

В Берёзовском действуют три православных храма:
- Церковь Успения Божией Матери[12][13]
- Храм Святого мученика Иоанна Воина
- Храм преподобного Александра Свирского на Северном кладбище (освящён в феврале 2017 года)

### Ислам
- Мечеть «Айгуль»